# Коваленко, Леонид Константинович
Леонид Константинович Коваленко (5 сентября 1933, село Крючковка, Оренбургская область — 22 марта 2016) — комбайнер, Герой Социалистического Труда (1971). Лауреат Государственной премии СССР.

## Биография
Родился 5 сентября 1933 г. в селе Крючковка Беляевского района.
Окончил Крючковскую среднюю школу. С 1952 по 1955 г. служил в армии. После возвращения домой стал работать комбайнером в совхозе имени Ленина, принял активное участие в освоении целинных земель.
За сезон намолачивал комбайном СК-4 до 20 тысяч и более центнеров зерна.
В числе первых освоил комбайны «Нива» и «Колос», выработка на них достигала 25-28 тысяч центнеров зерна за сезон.
Был лидером соцсоревнования механизаторов района, а затем и области, инициатором семейных комбайновых звеньев.
30 марта 1971 г. за выдающиеся успехи, достигнутые в развитии сельскохозяйственного производства, и выполнение пятилетнего плана продажи государству продуктов земледелия и животноводства, присвоено звание Героя Социалистического Труда.
В 1977 г. за выдающиеся достижения в труде присуждена Государственная премия СССР.
Умер 22 марта 2016 года. Похоронен на кладбище «Плутон» в Оренбургском районе.

## Награды
Награждён двумя орденами Ленина, орденами Октябрьской Революции, Трудового Красного Знамени, медалями «За освоение целинных земель», «За доблестный труд. В ознаменование 100-летия со дня рождения В. И. Ленина», медалями ВДНХ.